# Бени е Лоази
Бени е Лоази (фр. Besny-et-Loizy) насеље је и општина у североисточној Француској у региону Пикардија, у департману Ен (Пикардија) која припада префектури Лаон.
По подацима из 2011. године у општини је живело 370 становника, а густина насељености је износила 37,91 становника/km². Општина се простире на површини од 9,76 km². Налази се на средњој надморској висини од 80 метара (максималној 118 m, а минималној 72 m).

## Демографија
| 1962. | 1968. | 1975. | 1982. | 1990. | 1999. | 2011. |
| ----- | ----- | ----- | ----- | ----- | ----- | ----- |
| 221   | 233   | 259   | 308   | 314   | 350   | 370   |

График промене броја становника у току последњих година